# Xanthophyceae

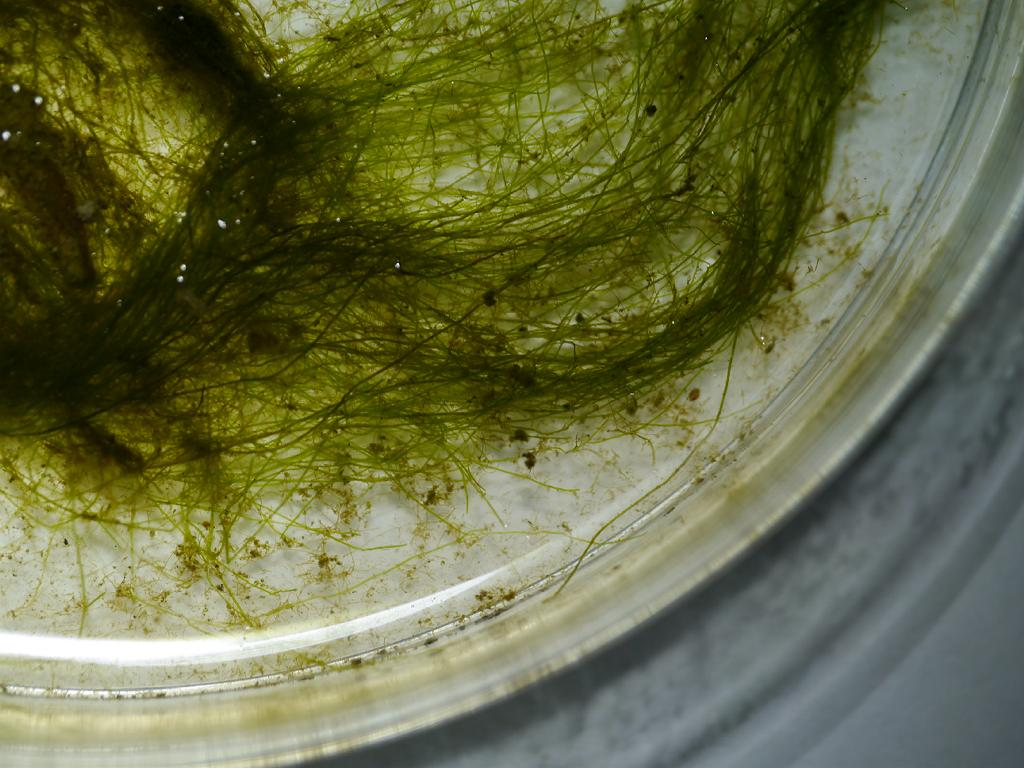
Vaucheria sp.

Xanthophyceae é um agrupamento taxonómico de algas pertencentes ao filo Heterokontophyta que agrupa os organismos conhecidas por xantofíceas, algas verde-amarelas ou algas amarelo-esverdeadas. O taxon inclui um pequeno grupo de espécies, fundamentalmente das águas doces continentais e dos solos, embora se conheçam algumas espécies marinhas. Os pigmentos dos cloroplastos conferem-lhe uma característica coloração verde-amarelado. O grupo compreende cerca de 600 espécies, algumas das quais unicelulares, mas com a maioria agrupando-se em colónias.

## Descrição
A maioria das algas do grupo Xanthophyceae ocorre em formas unicelulares, por vezes flageladas, tendendo a agrupar-se em colónias de filamentos simples ou ramificados. Algumas espécies também podem ocorrem com o biótipo palmeloide, isto é como um conjunto de células imóveis e numerosas encerradas numa estrutura de mucilaginosa. Não formam colónias móveis, mas podem aparecer gâmetas ou zoósporos flagelados. As células são uninucleadas, embora existam formas cenocíticas.
As células apresentam flagelos do tipo heteroconto, o mais longo do tipo mastigonemado ou pleuronemático, com mastigonemas em duas filas. A parede celular é constituída por celulose ou pectina, sendo que em  alguns géneros é formada por peças em forma de «H» que se encaixam umas nas outras.
Os cloroplastos são em geral discoidais e apresentam-se em posição parietal. Apresentam DNA disposto em forma anelar. O número de membranas no cloroplasto é de 4, resultado de uma segunda endossimbiose entre dois microorganismos eucariontes, um heterotrófico e o outro autotrófico.
Armazenam lípidos e crisolaminarina (leucosina) como nutriente de reserva, mas também podem armazenar manitol e outros polissacáridos, nunca apresentam amido.
Estas algas apresentam clorofilas a e c, β-caroteno, xantofilas, diadinoxantina (verde-amarelada) e vaucherioxantina, mas nunca apresentam fucoxantina.
Os tilacoides agrupam-se de três em três. No género Tribonema há uma lamela periférica envolvente, mas estas estrutura pode estar ausente em outros géneros. O cloroplasto pode incluir um pirenóide.
A reprodução é por divisão celular e por fragmentação. Os esporos são móveis ou imóveis, sendo nalguns casos os zoósporos pluriflagelados. Nalguns casos são produzidos planosporos (zoósporos) ou aplanosporos. A reprodução sexual apenas se conhece em algumas espécies.
A maioria das espécies é unicelular, colonial ou cocoidal. Há um número considerável de espécie em que o talo é composto por sifões multinucleados, e umas poucas consistem de filamentos multinucleados e uma pequena minoria é flagelada ou amibóide.
Nas células flageladas o flagelo está inserido próximo do ápex da célula e não lateralmente. Nas células unicelulares flageladas está presente um típico aparelho fotorreceptor do tipo heterokontófito.

## Reprodução
A reprodução destas algas está mal estudada. Conhecem-se casos de reprodução assexuada e sexuada em diversos géneros.
Foi observada reprodução sexual nos géneros Botrydium, Tribonema e  Vaucheria, sendo que nos dois primeiros géneros ambos os gâmetas são flagelados, enquanto que em Vaucheria a reprodução é por oogamia.
Foi observada reprodução assexual em alguns géneros, sendo que estes organismos se multiplicam por fragmentação, zoosporia e aplanosporia. Para além disso, alguns géneros apresentam capacidade de formar estruturas de resistência. Em alguns casos, as condições ambientais determinam se a alga se reproduz por zoosporia ou aplanospora.

## Classificação
Nos modernos sistemas de classificação taxonómica as Xanthophyceae, apesar de subsistirem algumas dúvidas sobre a sua circunscrição taxonómica e sobre a filogenia de alguns táxons subordinados, são divididas, em função das suas estruturas reprodutivas, em duas ordens:
- Tribonematales — formas filamentosas, cocoides e capsoides, por vezes com parede celular inteira ou formada por peças em forma de H, que carecem de estruturas reprodutivas complexas;
- Vaucheriales — forma filamentosa sifonal com estruturas reprodutivas complexas como anterídios e oogónios.

O posicionamento filogenético do agrupamento Xanthophyceae, como dos restantes grupos de protistas incluídos entre os Stramenopiles continua incerto. Com base em trabalhos recentes (2015-2016) sobre a filogenia dos eucariotas é possível estabelecer os seguinte cladograma:

|  | Bolidophyceae Guillou & Chretiennot-Dinet 1999 |
|  |                                                |
|  | Bacillariophyceae Haeckel 1878 (diatomáceas)   |
|  |                                                |

|  | Pinguiophyceae Kawachi et al. 2002       |
|  |                                          |
|  | Eustigmatophyceae Hibberd & Leedale 1971 |
|  |                                          |

|  | Synchromophyceae Horn & Wilhelm 2007                                                                       |
|  | |
|  | \| \| Leukarachnion Geitler 1942 \| \| \| \| \| \| Chrysophyceae Pascher 1914 (algas-douradas) \| \| \| \| |
|  | |
|  | Leukarachnion Geitler 1942                                                                                 |
|  | |
|  | Chrysophyceae Pascher 1914 (algas-douradas)                                                                |
|  | |

|  | Leukarachnion Geitler 1942                  |
|  |                                             |
|  | Chrysophyceae Pascher 1914 (algas-douradas) |
|  |                                             |

|  | Synchromophyceae Horn & Wilhelm 2007                                                                       |
|  | |
|  | \| \| Leukarachnion Geitler 1942 \| \| \| \| \| \| Chrysophyceae Pascher 1914 (algas-douradas) \| \| \| \| |
|  | |
|  | Leukarachnion Geitler 1942                                                                                 |
|  | |
|  | Chrysophyceae Pascher 1914 (algas-douradas)                                                                |
|  | |

|  | Leukarachnion Geitler 1942                  |
|  |                                             |
|  | Chrysophyceae Pascher 1914 (algas-douradas) |
|  |                                             |

|  | Chrysomerophyceae Cavalier-Smith 1995 |
|  | |
|  | \| \| Phaeothamniophyceae Andersen & Bailey 1998 s.l. \| \| \| \| \| \| Xanthophyceae Allorge 1930 emend. Fritsch 1935 (algas verde-amareladas) \| \| \| \| |
|  | |
|  | Phaeothamniophyceae Andersen & Bailey 1998 s.l. |
|  | |
|  | Xanthophyceae Allorge 1930 emend. Fritsch 1935 (algas verde-amareladas)                                                                                     |
|  | |

|  | Phaeothamniophyceae Andersen & Bailey 1998 s.l.                         |
|  |                                                                         |
|  | Xanthophyceae Allorge 1930 emend. Fritsch 1935 (algas verde-amareladas) |
|  |                                                                         |

|  | Chrysomerophyceae Cavalier-Smith 1995 |
|  | |
|  | \| \| Phaeothamniophyceae Andersen & Bailey 1998 s.l. \| \| \| \| \| \| Xanthophyceae Allorge 1930 emend. Fritsch 1935 (algas verde-amareladas) \| \| \| \| |
|  | |
|  | Phaeothamniophyceae Andersen & Bailey 1998 s.l. |
|  | |
|  | Xanthophyceae Allorge 1930 emend. Fritsch 1935 (algas verde-amareladas)                                                                                     |
|  | |

|  | Phaeothamniophyceae Andersen & Bailey 1998 s.l.                         |
|  |                                                                         |
|  | Xanthophyceae Allorge 1930 emend. Fritsch 1935 (algas verde-amareladas) |
|  |                                                                         |

|  | Chrysomerophyceae Cavalier-Smith 1995 |
|  | |
|  | \| \| Phaeothamniophyceae Andersen & Bailey 1998 s.l. \| \| \| \| \| \| Xanthophyceae Allorge 1930 emend. Fritsch 1935 (algas verde-amareladas) \| \| \| \| |
|  | |
|  | Phaeothamniophyceae Andersen & Bailey 1998 s.l. |
|  | |
|  | Xanthophyceae Allorge 1930 emend. Fritsch 1935 (algas verde-amareladas)                                                                                     |
|  | |

|  | Phaeothamniophyceae Andersen & Bailey 1998 s.l.                         |
|  |                                                                         |
|  | Xanthophyceae Allorge 1930 emend. Fritsch 1935 (algas verde-amareladas) |
|  |                                                                         |

|  | Chrysomerophyceae Cavalier-Smith 1995 |
|  | |
|  | \| \| Phaeothamniophyceae Andersen & Bailey 1998 s.l. \| \| \| \| \| \| Xanthophyceae Allorge 1930 emend. Fritsch 1935 (algas verde-amareladas) \| \| \| \| |
|  | |
|  | Phaeothamniophyceae Andersen & Bailey 1998 s.l. |
|  | |
|  | Xanthophyceae Allorge 1930 emend. Fritsch 1935 (algas verde-amareladas)                                                                                     |
|  | |

|  | Phaeothamniophyceae Andersen & Bailey 1998 s.l.                         |
|  |                                                                         |
|  | Xanthophyceae Allorge 1930 emend. Fritsch 1935 (algas verde-amareladas) |
|  |                                                                         |

|  | Synchromophyceae Horn & Wilhelm 2007                                                                       |
|  | |
|  | \| \| Leukarachnion Geitler 1942 \| \| \| \| \| \| Chrysophyceae Pascher 1914 (algas-douradas) \| \| \| \| |
|  | |
|  | Leukarachnion Geitler 1942                                                                                 |
|  | |
|  | Chrysophyceae Pascher 1914 (algas-douradas)                                                                |
|  | |

|  | Leukarachnion Geitler 1942                  |
|  |                                             |
|  | Chrysophyceae Pascher 1914 (algas-douradas) |
|  |                                             |

|  | Synchromophyceae Horn & Wilhelm 2007                                                                       |
|  | |
|  | \| \| Leukarachnion Geitler 1942 \| \| \| \| \| \| Chrysophyceae Pascher 1914 (algas-douradas) \| \| \| \| |
|  | |
|  | Leukarachnion Geitler 1942                                                                                 |
|  | |
|  | Chrysophyceae Pascher 1914 (algas-douradas)                                                                |
|  | |

|  | Leukarachnion Geitler 1942                  |
|  |                                             |
|  | Chrysophyceae Pascher 1914 (algas-douradas) |
|  |                                             |

|  | Chrysomerophyceae Cavalier-Smith 1995 |
|  | |
|  | \| \| Phaeothamniophyceae Andersen & Bailey 1998 s.l. \| \| \| \| \| \| Xanthophyceae Allorge 1930 emend. Fritsch 1935 (algas verde-amareladas) \| \| \| \| |
|  | |
|  | Phaeothamniophyceae Andersen & Bailey 1998 s.l. |
|  | |
|  | Xanthophyceae Allorge 1930 emend. Fritsch 1935 (algas verde-amareladas)                                                                                     |
|  | |

|  | Phaeothamniophyceae Andersen & Bailey 1998 s.l.                         |
|  |                                                                         |
|  | Xanthophyceae Allorge 1930 emend. Fritsch 1935 (algas verde-amareladas) |
|  |                                                                         |

|  | Chrysomerophyceae Cavalier-Smith 1995 |
|  | |
|  | \| \| Phaeothamniophyceae Andersen & Bailey 1998 s.l. \| \| \| \| \| \| Xanthophyceae Allorge 1930 emend. Fritsch 1935 (algas verde-amareladas) \| \| \| \| |
|  | |
|  | Phaeothamniophyceae Andersen & Bailey 1998 s.l. |
|  | |
|  | Xanthophyceae Allorge 1930 emend. Fritsch 1935 (algas verde-amareladas)                                                                                     |
|  | |

|  | Phaeothamniophyceae Andersen & Bailey 1998 s.l.                         |
|  |                                                                         |
|  | Xanthophyceae Allorge 1930 emend. Fritsch 1935 (algas verde-amareladas) |
|  |                                                                         |

|  | Chrysomerophyceae Cavalier-Smith 1995 |
|  | |
|  | \| \| Phaeothamniophyceae Andersen & Bailey 1998 s.l. \| \| \| \| \| \| Xanthophyceae Allorge 1930 emend. Fritsch 1935 (algas verde-amareladas) \| \| \| \| |
|  | |
|  | Phaeothamniophyceae Andersen & Bailey 1998 s.l. |
|  | |
|  | Xanthophyceae Allorge 1930 emend. Fritsch 1935 (algas verde-amareladas)                                                                                     |
|  | |

|  | Phaeothamniophyceae Andersen & Bailey 1998 s.l.                         |
|  |                                                                         |
|  | Xanthophyceae Allorge 1930 emend. Fritsch 1935 (algas verde-amareladas) |
|  |                                                                         |

|  | Chrysomerophyceae Cavalier-Smith 1995 |
|  | |
|  | \| \| Phaeothamniophyceae Andersen & Bailey 1998 s.l. \| \| \| \| \| \| Xanthophyceae Allorge 1930 emend. Fritsch 1935 (algas verde-amareladas) \| \| \| \| |
|  | |
|  | Phaeothamniophyceae Andersen & Bailey 1998 s.l. |
|  | |
|  | Xanthophyceae Allorge 1930 emend. Fritsch 1935 (algas verde-amareladas)                                                                                     |
|  | |

|  | Phaeothamniophyceae Andersen & Bailey 1998 s.l.                         |
|  |                                                                         |
|  | Xanthophyceae Allorge 1930 emend. Fritsch 1935 (algas verde-amareladas) |
|  |                                                                         |

|  | Pinguiophyceae Kawachi et al. 2002       |
|  |                                          |
|  | Eustigmatophyceae Hibberd & Leedale 1971 |
|  |                                          |

|  | Synchromophyceae Horn & Wilhelm 2007                                                                       |
|  | |
|  | \| \| Leukarachnion Geitler 1942 \| \| \| \| \| \| Chrysophyceae Pascher 1914 (algas-douradas) \| \| \| \| |
|  | |
|  | Leukarachnion Geitler 1942                                                                                 |
|  | |
|  | Chrysophyceae Pascher 1914 (algas-douradas)                                                                |
|  | |

|  | Leukarachnion Geitler 1942                  |
|  |                                             |
|  | Chrysophyceae Pascher 1914 (algas-douradas) |
|  |                                             |

|  | Synchromophyceae Horn & Wilhelm 2007                                                                       |
|  | |
|  | \| \| Leukarachnion Geitler 1942 \| \| \| \| \| \| Chrysophyceae Pascher 1914 (algas-douradas) \| \| \| \| |
|  | |
|  | Leukarachnion Geitler 1942                                                                                 |
|  | |
|  | Chrysophyceae Pascher 1914 (algas-douradas)                                                                |
|  | |

|  | Leukarachnion Geitler 1942                  |
|  |                                             |
|  | Chrysophyceae Pascher 1914 (algas-douradas) |
|  |                                             |

|  | Chrysomerophyceae Cavalier-Smith 1995 |
|  | |
|  | \| \| Phaeothamniophyceae Andersen & Bailey 1998 s.l. \| \| \| \| \| \| Xanthophyceae Allorge 1930 emend. Fritsch 1935 (algas verde-amareladas) \| \| \| \| |
|  | |
|  | Phaeothamniophyceae Andersen & Bailey 1998 s.l. |
|  | |
|  | Xanthophyceae Allorge 1930 emend. Fritsch 1935 (algas verde-amareladas)                                                                                     |
|  | |

|  | Phaeothamniophyceae Andersen & Bailey 1998 s.l.                         |
|  |                                                                         |
|  | Xanthophyceae Allorge 1930 emend. Fritsch 1935 (algas verde-amareladas) |
|  |                                                                         |

|  | Chrysomerophyceae Cavalier-Smith 1995 |
|  | |
|  | \| \| Phaeothamniophyceae Andersen & Bailey 1998 s.l. \| \| \| \| \| \| Xanthophyceae Allorge 1930 emend. Fritsch 1935 (algas verde-amareladas) \| \| \| \| |
|  | |
|  | Phaeothamniophyceae Andersen & Bailey 1998 s.l. |
|  | |
|  | Xanthophyceae Allorge 1930 emend. Fritsch 1935 (algas verde-amareladas)                                                                                     |
|  | |

|  | Phaeothamniophyceae Andersen & Bailey 1998 s.l.                         |
|  |                                                                         |
|  | Xanthophyceae Allorge 1930 emend. Fritsch 1935 (algas verde-amareladas) |
|  |                                                                         |

|  | Chrysomerophyceae Cavalier-Smith 1995 |
|  | |
|  | \| \| Phaeothamniophyceae Andersen & Bailey 1998 s.l. \| \| \| \| \| \| Xanthophyceae Allorge 1930 emend. Fritsch 1935 (algas verde-amareladas) \| \| \| \| |
|  | |
|  | Phaeothamniophyceae Andersen & Bailey 1998 s.l. |
|  | |
|  | Xanthophyceae Allorge 1930 emend. Fritsch 1935 (algas verde-amareladas)                                                                                     |
|  | |

|  | Phaeothamniophyceae Andersen & Bailey 1998 s.l.                         |
|  |                                                                         |
|  | Xanthophyceae Allorge 1930 emend. Fritsch 1935 (algas verde-amareladas) |
|  |                                                                         |

|  | Chrysomerophyceae Cavalier-Smith 1995 |
|  | |
|  | \| \| Phaeothamniophyceae Andersen & Bailey 1998 s.l. \| \| \| \| \| \| Xanthophyceae Allorge 1930 emend. Fritsch 1935 (algas verde-amareladas) \| \| \| \| |
|  | |
|  | Phaeothamniophyceae Andersen & Bailey 1998 s.l. |
|  | |
|  | Xanthophyceae Allorge 1930 emend. Fritsch 1935 (algas verde-amareladas)                                                                                     |
|  | |

|  | Phaeothamniophyceae Andersen & Bailey 1998 s.l.                         |
|  |                                                                         |
|  | Xanthophyceae Allorge 1930 emend. Fritsch 1935 (algas verde-amareladas) |
|  |                                                                         |

|  | Synchromophyceae Horn & Wilhelm 2007                                                                       |
|  | |
|  | \| \| Leukarachnion Geitler 1942 \| \| \| \| \| \| Chrysophyceae Pascher 1914 (algas-douradas) \| \| \| \| |
|  | |
|  | Leukarachnion Geitler 1942                                                                                 |
|  | |
|  | Chrysophyceae Pascher 1914 (algas-douradas)                                                                |
|  | |

|  | Leukarachnion Geitler 1942                  |
|  |                                             |
|  | Chrysophyceae Pascher 1914 (algas-douradas) |
|  |                                             |

|  | Synchromophyceae Horn & Wilhelm 2007                                                                       |
|  | |
|  | \| \| Leukarachnion Geitler 1942 \| \| \| \| \| \| Chrysophyceae Pascher 1914 (algas-douradas) \| \| \| \| |
|  | |
|  | Leukarachnion Geitler 1942                                                                                 |
|  | |
|  | Chrysophyceae Pascher 1914 (algas-douradas)                                                                |
|  | |

|  | Leukarachnion Geitler 1942                  |
|  |                                             |
|  | Chrysophyceae Pascher 1914 (algas-douradas) |
|  |                                             |

|  | Chrysomerophyceae Cavalier-Smith 1995 |
|  | |
|  | \| \| Phaeothamniophyceae Andersen & Bailey 1998 s.l. \| \| \| \| \| \| Xanthophyceae Allorge 1930 emend. Fritsch 1935 (algas verde-amareladas) \| \| \| \| |
|  | |
|  | Phaeothamniophyceae Andersen & Bailey 1998 s.l. |
|  | |
|  | Xanthophyceae Allorge 1930 emend. Fritsch 1935 (algas verde-amareladas)                                                                                     |
|  | |

|  | Phaeothamniophyceae Andersen & Bailey 1998 s.l.                         |
|  |                                                                         |
|  | Xanthophyceae Allorge 1930 emend. Fritsch 1935 (algas verde-amareladas) |
|  |                                                                         |

|  | Chrysomerophyceae Cavalier-Smith 1995 |
|  | |
|  | \| \| Phaeothamniophyceae Andersen & Bailey 1998 s.l. \| \| \| \| \| \| Xanthophyceae Allorge 1930 emend. Fritsch 1935 (algas verde-amareladas) \| \| \| \| |
|  | |
|  | Phaeothamniophyceae Andersen & Bailey 1998 s.l. |
|  | |
|  | Xanthophyceae Allorge 1930 emend. Fritsch 1935 (algas verde-amareladas)                                                                                     |
|  | |

|  | Phaeothamniophyceae Andersen & Bailey 1998 s.l.                         |
|  |                                                                         |
|  | Xanthophyceae Allorge 1930 emend. Fritsch 1935 (algas verde-amareladas) |
|  |                                                                         |

|  | Chrysomerophyceae Cavalier-Smith 1995 |
|  | |
|  | \| \| Phaeothamniophyceae Andersen & Bailey 1998 s.l. \| \| \| \| \| \| Xanthophyceae Allorge 1930 emend. Fritsch 1935 (algas verde-amareladas) \| \| \| \| |
|  | |
|  | Phaeothamniophyceae Andersen & Bailey 1998 s.l. |
|  | |
|  | Xanthophyceae Allorge 1930 emend. Fritsch 1935 (algas verde-amareladas)                                                                                     |
|  | |

|  | Phaeothamniophyceae Andersen & Bailey 1998 s.l.                         |
|  |                                                                         |
|  | Xanthophyceae Allorge 1930 emend. Fritsch 1935 (algas verde-amareladas) |
|  |                                                                         |

|  | Chrysomerophyceae Cavalier-Smith 1995 |
|  | |
|  | \| \| Phaeothamniophyceae Andersen & Bailey 1998 s.l. \| \| \| \| \| \| Xanthophyceae Allorge 1930 emend. Fritsch 1935 (algas verde-amareladas) \| \| \| \| |
|  | |
|  | Phaeothamniophyceae Andersen & Bailey 1998 s.l. |
|  | |
|  | Xanthophyceae Allorge 1930 emend. Fritsch 1935 (algas verde-amareladas)                                                                                     |
|  | |

|  | Phaeothamniophyceae Andersen & Bailey 1998 s.l.                         |
|  |                                                                         |
|  | Xanthophyceae Allorge 1930 emend. Fritsch 1935 (algas verde-amareladas) |
|  |                                                                         |

|  | Pinguiophyceae Kawachi et al. 2002       |
|  |                                          |
|  | Eustigmatophyceae Hibberd & Leedale 1971 |
|  |                                          |

|  | Synchromophyceae Horn & Wilhelm 2007                                                                       |
|  | |
|  | \| \| Leukarachnion Geitler 1942 \| \| \| \| \| \| Chrysophyceae Pascher 1914 (algas-douradas) \| \| \| \| |
|  | |
|  | Leukarachnion Geitler 1942                                                                                 |
|  | |
|  | Chrysophyceae Pascher 1914 (algas-douradas)                                                                |
|  | |

|  | Leukarachnion Geitler 1942                  |
|  |                                             |
|  | Chrysophyceae Pascher 1914 (algas-douradas) |
|  |                                             |

|  | Synchromophyceae Horn & Wilhelm 2007                                                                       |
|  | |
|  | \| \| Leukarachnion Geitler 1942 \| \| \| \| \| \| Chrysophyceae Pascher 1914 (algas-douradas) \| \| \| \| |
|  | |
|  | Leukarachnion Geitler 1942                                                                                 |
|  | |
|  | Chrysophyceae Pascher 1914 (algas-douradas)                                                                |
|  | |

|  | Leukarachnion Geitler 1942                  |
|  |                                             |
|  | Chrysophyceae Pascher 1914 (algas-douradas) |
|  |                                             |

|  | Chrysomerophyceae Cavalier-Smith 1995 |
|  | |
|  | \| \| Phaeothamniophyceae Andersen & Bailey 1998 s.l. \| \| \| \| \| \| Xanthophyceae Allorge 1930 emend. Fritsch 1935 (algas verde-amareladas) \| \| \| \| |
|  | |
|  | Phaeothamniophyceae Andersen & Bailey 1998 s.l. |
|  | |
|  | Xanthophyceae Allorge 1930 emend. Fritsch 1935 (algas verde-amareladas)                                                                                     |
|  | |

|  | Phaeothamniophyceae Andersen & Bailey 1998 s.l.                         |
|  |                                                                         |
|  | Xanthophyceae Allorge 1930 emend. Fritsch 1935 (algas verde-amareladas) |
|  |                                                                         |

|  | Chrysomerophyceae Cavalier-Smith 1995 |
|  | |
|  | \| \| Phaeothamniophyceae Andersen & Bailey 1998 s.l. \| \| \| \| \| \| Xanthophyceae Allorge 1930 emend. Fritsch 1935 (algas verde-amareladas) \| \| \| \| |
|  | |
|  | Phaeothamniophyceae Andersen & Bailey 1998 s.l. |
|  | |
|  | Xanthophyceae Allorge 1930 emend. Fritsch 1935 (algas verde-amareladas)                                                                                     |
|  | |

|  | Phaeothamniophyceae Andersen & Bailey 1998 s.l.                         |
|  |                                                                         |
|  | Xanthophyceae Allorge 1930 emend. Fritsch 1935 (algas verde-amareladas) |
|  |                                                                         |

|  | Chrysomerophyceae Cavalier-Smith 1995 |
|  | |
|  | \| \| Phaeothamniophyceae Andersen & Bailey 1998 s.l. \| \| \| \| \| \| Xanthophyceae Allorge 1930 emend. Fritsch 1935 (algas verde-amareladas) \| \| \| \| |
|  | |
|  | Phaeothamniophyceae Andersen & Bailey 1998 s.l. |
|  | |
|  | Xanthophyceae Allorge 1930 emend. Fritsch 1935 (algas verde-amareladas)                                                                                     |
|  | |

|  | Phaeothamniophyceae Andersen & Bailey 1998 s.l.                         |
|  |                                                                         |
|  | Xanthophyceae Allorge 1930 emend. Fritsch 1935 (algas verde-amareladas) |
|  |                                                                         |

|  | Chrysomerophyceae Cavalier-Smith 1995 |
|  | |
|  | \| \| Phaeothamniophyceae Andersen & Bailey 1998 s.l. \| \| \| \| \| \| Xanthophyceae Allorge 1930 emend. Fritsch 1935 (algas verde-amareladas) \| \| \| \| |
|  | |
|  | Phaeothamniophyceae Andersen & Bailey 1998 s.l. |
|  | |
|  | Xanthophyceae Allorge 1930 emend. Fritsch 1935 (algas verde-amareladas)                                                                                     |
|  | |

|  | Phaeothamniophyceae Andersen & Bailey 1998 s.l.                         |
|  |                                                                         |
|  | Xanthophyceae Allorge 1930 emend. Fritsch 1935 (algas verde-amareladas) |
|  |                                                                         |

|  | Synchromophyceae Horn & Wilhelm 2007                                                                       |
|  | |
|  | \| \| Leukarachnion Geitler 1942 \| \| \| \| \| \| Chrysophyceae Pascher 1914 (algas-douradas) \| \| \| \| |
|  | |
|  | Leukarachnion Geitler 1942                                                                                 |
|  | |
|  | Chrysophyceae Pascher 1914 (algas-douradas)                                                                |
|  | |

|  | Leukarachnion Geitler 1942                  |
|  |                                             |
|  | Chrysophyceae Pascher 1914 (algas-douradas) |
|  |                                             |

|  | Synchromophyceae Horn & Wilhelm 2007                                                                       |
|  | |
|  | \| \| Leukarachnion Geitler 1942 \| \| \| \| \| \| Chrysophyceae Pascher 1914 (algas-douradas) \| \| \| \| |
|  | |
|  | Leukarachnion Geitler 1942                                                                                 |
|  | |
|  | Chrysophyceae Pascher 1914 (algas-douradas)                                                                |
|  | |

|  | Leukarachnion Geitler 1942                  |
|  |                                             |
|  | Chrysophyceae Pascher 1914 (algas-douradas) |
|  |                                             |

|  | Chrysomerophyceae Cavalier-Smith 1995 |
|  | |
|  | \| \| Phaeothamniophyceae Andersen & Bailey 1998 s.l. \| \| \| \| \| \| Xanthophyceae Allorge 1930 emend. Fritsch 1935 (algas verde-amareladas) \| \| \| \| |
|  | |
|  | Phaeothamniophyceae Andersen & Bailey 1998 s.l. |
|  | |
|  | Xanthophyceae Allorge 1930 emend. Fritsch 1935 (algas verde-amareladas)                                                                                     |
|  | |

|  | Phaeothamniophyceae Andersen & Bailey 1998 s.l.                         |
|  |                                                                         |
|  | Xanthophyceae Allorge 1930 emend. Fritsch 1935 (algas verde-amareladas) |
|  |                                                                         |

|  | Chrysomerophyceae Cavalier-Smith 1995 |
|  | |
|  | \| \| Phaeothamniophyceae Andersen & Bailey 1998 s.l. \| \| \| \| \| \| Xanthophyceae Allorge 1930 emend. Fritsch 1935 (algas verde-amareladas) \| \| \| \| |
|  | |
|  | Phaeothamniophyceae Andersen & Bailey 1998 s.l. |
|  | |
|  | Xanthophyceae Allorge 1930 emend. Fritsch 1935 (algas verde-amareladas)                                                                                     |
|  | |

|  | Phaeothamniophyceae Andersen & Bailey 1998 s.l.                         |
|  |                                                                         |
|  | Xanthophyceae Allorge 1930 emend. Fritsch 1935 (algas verde-amareladas) |
|  |                                                                         |

|  | Chrysomerophyceae Cavalier-Smith 1995 |
|  | |
|  | \| \| Phaeothamniophyceae Andersen & Bailey 1998 s.l. \| \| \| \| \| \| Xanthophyceae Allorge 1930 emend. Fritsch 1935 (algas verde-amareladas) \| \| \| \| |
|  | |
|  | Phaeothamniophyceae Andersen & Bailey 1998 s.l. |
|  | |
|  | Xanthophyceae Allorge 1930 emend. Fritsch 1935 (algas verde-amareladas)                                                                                     |
|  | |

|  | Phaeothamniophyceae Andersen & Bailey 1998 s.l.                         |
|  |                                                                         |
|  | Xanthophyceae Allorge 1930 emend. Fritsch 1935 (algas verde-amareladas) |
|  |                                                                         |

|  | Chrysomerophyceae Cavalier-Smith 1995 |
|  | |
|  | \| \| Phaeothamniophyceae Andersen & Bailey 1998 s.l. \| \| \| \| \| \| Xanthophyceae Allorge 1930 emend. Fritsch 1935 (algas verde-amareladas) \| \| \| \| |
|  | |
|  | Phaeothamniophyceae Andersen & Bailey 1998 s.l. |
|  | |
|  | Xanthophyceae Allorge 1930 emend. Fritsch 1935 (algas verde-amareladas)                                                                                     |
|  | |

|  | Phaeothamniophyceae Andersen & Bailey 1998 s.l.                         |
|  |                                                                         |
|  | Xanthophyceae Allorge 1930 emend. Fritsch 1935 (algas verde-amareladas) |
|  |                                                                         |

|  | Pinguiophyceae Kawachi et al. 2002       |
|  |                                          |
|  | Eustigmatophyceae Hibberd & Leedale 1971 |
|  |                                          |

|  | Synchromophyceae Horn & Wilhelm 2007                                                                       |
|  | |
|  | \| \| Leukarachnion Geitler 1942 \| \| \| \| \| \| Chrysophyceae Pascher 1914 (algas-douradas) \| \| \| \| |
|  | |
|  | Leukarachnion Geitler 1942                                                                                 |
|  | |
|  | Chrysophyceae Pascher 1914 (algas-douradas)                                                                |
|  | |

|  | Leukarachnion Geitler 1942                  |
|  |                                             |
|  | Chrysophyceae Pascher 1914 (algas-douradas) |
|  |                                             |

|  | Synchromophyceae Horn & Wilhelm 2007                                                                       |
|  | |
|  | \| \| Leukarachnion Geitler 1942 \| \| \| \| \| \| Chrysophyceae Pascher 1914 (algas-douradas) \| \| \| \| |
|  | |
|  | Leukarachnion Geitler 1942                                                                                 |
|  | |
|  | Chrysophyceae Pascher 1914 (algas-douradas)                                                                |
|  | |

|  | Leukarachnion Geitler 1942                  |
|  |                                             |
|  | Chrysophyceae Pascher 1914 (algas-douradas) |
|  |                                             |

|  | Chrysomerophyceae Cavalier-Smith 1995 |
|  | |
|  | \| \| Phaeothamniophyceae Andersen & Bailey 1998 s.l. \| \| \| \| \| \| Xanthophyceae Allorge 1930 emend. Fritsch 1935 (algas verde-amareladas) \| \| \| \| |
|  | |
|  | Phaeothamniophyceae Andersen & Bailey 1998 s.l. |
|  | |
|  | Xanthophyceae Allorge 1930 emend. Fritsch 1935 (algas verde-amareladas)                                                                                     |
|  | |

|  | Phaeothamniophyceae Andersen & Bailey 1998 s.l.                         |
|  |                                                                         |
|  | Xanthophyceae Allorge 1930 emend. Fritsch 1935 (algas verde-amareladas) |
|  |                                                                         |

|  | Chrysomerophyceae Cavalier-Smith 1995 |
|  | |
|  | \| \| Phaeothamniophyceae Andersen & Bailey 1998 s.l. \| \| \| \| \| \| Xanthophyceae Allorge 1930 emend. Fritsch 1935 (algas verde-amareladas) \| \| \| \| |
|  | |
|  | Phaeothamniophyceae Andersen & Bailey 1998 s.l. |
|  | |
|  | Xanthophyceae Allorge 1930 emend. Fritsch 1935 (algas verde-amareladas)                                                                                     |
|  | |

|  | Phaeothamniophyceae Andersen & Bailey 1998 s.l.                         |
|  |                                                                         |
|  | Xanthophyceae Allorge 1930 emend. Fritsch 1935 (algas verde-amareladas) |
|  |                                                                         |

|  | Chrysomerophyceae Cavalier-Smith 1995 |
|  | |
|  | \| \| Phaeothamniophyceae Andersen & Bailey 1998 s.l. \| \| \| \| \| \| Xanthophyceae Allorge 1930 emend. Fritsch 1935 (algas verde-amareladas) \| \| \| \| |
|  | |
|  | Phaeothamniophyceae Andersen & Bailey 1998 s.l. |
|  | |
|  | Xanthophyceae Allorge 1930 emend. Fritsch 1935 (algas verde-amareladas)                                                                                     |
|  | |

|  | Phaeothamniophyceae Andersen & Bailey 1998 s.l.                         |
|  |                                                                         |
|  | Xanthophyceae Allorge 1930 emend. Fritsch 1935 (algas verde-amareladas) |
|  |                                                                         |

|  | Chrysomerophyceae Cavalier-Smith 1995 |
|  | |
|  | \| \| Phaeothamniophyceae Andersen & Bailey 1998 s.l. \| \| \| \| \| \| Xanthophyceae Allorge 1930 emend. Fritsch 1935 (algas verde-amareladas) \| \| \| \| |
|  | |
|  | Phaeothamniophyceae Andersen & Bailey 1998 s.l. |
|  | |
|  | Xanthophyceae Allorge 1930 emend. Fritsch 1935 (algas verde-amareladas)                                                                                     |
|  | |

|  | Phaeothamniophyceae Andersen & Bailey 1998 s.l.                         |
|  |                                                                         |
|  | Xanthophyceae Allorge 1930 emend. Fritsch 1935 (algas verde-amareladas) |
|  |                                                                         |

|  | Synchromophyceae Horn & Wilhelm 2007                                                                       |
|  | |
|  | \| \| Leukarachnion Geitler 1942 \| \| \| \| \| \| Chrysophyceae Pascher 1914 (algas-douradas) \| \| \| \| |
|  | |
|  | Leukarachnion Geitler 1942                                                                                 |
|  | |
|  | Chrysophyceae Pascher 1914 (algas-douradas)                                                                |
|  | |

|  | Leukarachnion Geitler 1942                  |
|  |                                             |
|  | Chrysophyceae Pascher 1914 (algas-douradas) |
|  |                                             |

|  | Synchromophyceae Horn & Wilhelm 2007                                                                       |
|  | |
|  | \| \| Leukarachnion Geitler 1942 \| \| \| \| \| \| Chrysophyceae Pascher 1914 (algas-douradas) \| \| \| \| |
|  | |
|  | Leukarachnion Geitler 1942                                                                                 |
|  | |
|  | Chrysophyceae Pascher 1914 (algas-douradas)                                                                |
|  | |

|  | Leukarachnion Geitler 1942                  |
|  |                                             |
|  | Chrysophyceae Pascher 1914 (algas-douradas) |
|  |                                             |

|  | Chrysomerophyceae Cavalier-Smith 1995 |
|  | |
|  | \| \| Phaeothamniophyceae Andersen & Bailey 1998 s.l. \| \| \| \| \| \| Xanthophyceae Allorge 1930 emend. Fritsch 1935 (algas verde-amareladas) \| \| \| \| |
|  | |
|  | Phaeothamniophyceae Andersen & Bailey 1998 s.l. |
|  | |
|  | Xanthophyceae Allorge 1930 emend. Fritsch 1935 (algas verde-amareladas)                                                                                     |
|  | |

|  | Phaeothamniophyceae Andersen & Bailey 1998 s.l.                         |
|  |                                                                         |
|  | Xanthophyceae Allorge 1930 emend. Fritsch 1935 (algas verde-amareladas) |
|  |                                                                         |

|  | Chrysomerophyceae Cavalier-Smith 1995 |
|  | |
|  | \| \| Phaeothamniophyceae Andersen & Bailey 1998 s.l. \| \| \| \| \| \| Xanthophyceae Allorge 1930 emend. Fritsch 1935 (algas verde-amareladas) \| \| \| \| |
|  | |
|  | Phaeothamniophyceae Andersen & Bailey 1998 s.l. |
|  | |
|  | Xanthophyceae Allorge 1930 emend. Fritsch 1935 (algas verde-amareladas)                                                                                     |
|  | |

|  | Phaeothamniophyceae Andersen & Bailey 1998 s.l.                         |
|  |                                                                         |
|  | Xanthophyceae Allorge 1930 emend. Fritsch 1935 (algas verde-amareladas) |
|  |                                                                         |

|  | Chrysomerophyceae Cavalier-Smith 1995 |
|  | |
|  | \| \| Phaeothamniophyceae Andersen & Bailey 1998 s.l. \| \| \| \| \| \| Xanthophyceae Allorge 1930 emend. Fritsch 1935 (algas verde-amareladas) \| \| \| \| |
|  | |
|  | Phaeothamniophyceae Andersen & Bailey 1998 s.l. |
|  | |
|  | Xanthophyceae Allorge 1930 emend. Fritsch 1935 (algas verde-amareladas)                                                                                     |
|  | |

|  | Phaeothamniophyceae Andersen & Bailey 1998 s.l.                         |
|  |                                                                         |
|  | Xanthophyceae Allorge 1930 emend. Fritsch 1935 (algas verde-amareladas) |
|  |                                                                         |

|  | Chrysomerophyceae Cavalier-Smith 1995 |
|  | |
|  | \| \| Phaeothamniophyceae Andersen & Bailey 1998 s.l. \| \| \| \| \| \| Xanthophyceae Allorge 1930 emend. Fritsch 1935 (algas verde-amareladas) \| \| \| \| |
|  | |
|  | Phaeothamniophyceae Andersen & Bailey 1998 s.l. |
|  | |
|  | Xanthophyceae Allorge 1930 emend. Fritsch 1935 (algas verde-amareladas)                                                                                     |
|  | |

|  | Phaeothamniophyceae Andersen & Bailey 1998 s.l.                         |
|  |                                                                         |
|  | Xanthophyceae Allorge 1930 emend. Fritsch 1935 (algas verde-amareladas) |
|  |                                                                         |

|  | Bolidophyceae Guillou & Chretiennot-Dinet 1999 |
|  |                                                |
|  | Bacillariophyceae Haeckel 1878 (diatomáceas)   |
|  |                                                |

|  | Pinguiophyceae Kawachi et al. 2002       |
|  |                                          |
|  | Eustigmatophyceae Hibberd & Leedale 1971 |
|  |                                          |

|  | Synchromophyceae Horn & Wilhelm 2007                                                                       |
|  | |
|  | \| \| Leukarachnion Geitler 1942 \| \| \| \| \| \| Chrysophyceae Pascher 1914 (algas-douradas) \| \| \| \| |
|  | |
|  | Leukarachnion Geitler 1942                                                                                 |
|  | |
|  | Chrysophyceae Pascher 1914 (algas-douradas)                                                                |
|  | |

|  | Leukarachnion Geitler 1942                  |
|  |                                             |
|  | Chrysophyceae Pascher 1914 (algas-douradas) |
|  |                                             |

|  | Synchromophyceae Horn & Wilhelm 2007                                                                       |
|  | |
|  | \| \| Leukarachnion Geitler 1942 \| \| \| \| \| \| Chrysophyceae Pascher 1914 (algas-douradas) \| \| \| \| |
|  | |
|  | Leukarachnion Geitler 1942                                                                                 |
|  | |
|  | Chrysophyceae Pascher 1914 (algas-douradas)                                                                |
|  | |

|  | Leukarachnion Geitler 1942                  |
|  |                                             |
|  | Chrysophyceae Pascher 1914 (algas-douradas) |
|  |                                             |

|  | Chrysomerophyceae Cavalier-Smith 1995 |
|  | |
|  | \| \| Phaeothamniophyceae Andersen & Bailey 1998 s.l. \| \| \| \| \| \| Xanthophyceae Allorge 1930 emend. Fritsch 1935 (algas verde-amareladas) \| \| \| \| |
|  | |
|  | Phaeothamniophyceae Andersen & Bailey 1998 s.l. |
|  | |
|  | Xanthophyceae Allorge 1930 emend. Fritsch 1935 (algas verde-amareladas)                                                                                     |
|  | |

|  | Phaeothamniophyceae Andersen & Bailey 1998 s.l.                         |
|  |                                                                         |
|  | Xanthophyceae Allorge 1930 emend. Fritsch 1935 (algas verde-amareladas) |
|  |                                                                         |

|  | Chrysomerophyceae Cavalier-Smith 1995 |
|  | |
|  | \| \| Phaeothamniophyceae Andersen & Bailey 1998 s.l. \| \| \| \| \| \| Xanthophyceae Allorge 1930 emend. Fritsch 1935 (algas verde-amareladas) \| \| \| \| |
|  | |
|  | Phaeothamniophyceae Andersen & Bailey 1998 s.l. |
|  | |
|  | Xanthophyceae Allorge 1930 emend. Fritsch 1935 (algas verde-amareladas)                                                                                     |
|  | |

|  | Phaeothamniophyceae Andersen & Bailey 1998 s.l.                         |
|  |                                                                         |
|  | Xanthophyceae Allorge 1930 emend. Fritsch 1935 (algas verde-amareladas) |
|  |                                                                         |

|  | Chrysomerophyceae Cavalier-Smith 1995 |
|  | |
|  | \| \| Phaeothamniophyceae Andersen & Bailey 1998 s.l. \| \| \| \| \| \| Xanthophyceae Allorge 1930 emend. Fritsch 1935 (algas verde-amareladas) \| \| \| \| |
|  | |
|  | Phaeothamniophyceae Andersen & Bailey 1998 s.l. |
|  | |
|  | Xanthophyceae Allorge 1930 emend. Fritsch 1935 (algas verde-amareladas)                                                                                     |
|  | |

|  | Phaeothamniophyceae Andersen & Bailey 1998 s.l.                         |
|  |                                                                         |
|  | Xanthophyceae Allorge 1930 emend. Fritsch 1935 (algas verde-amareladas) |
|  |                                                                         |

|  | Chrysomerophyceae Cavalier-Smith 1995 |
|  | |
|  | \| \| Phaeothamniophyceae Andersen & Bailey 1998 s.l. \| \| \| \| \| \| Xanthophyceae Allorge 1930 emend. Fritsch 1935 (algas verde-amareladas) \| \| \| \| |
|  | |
|  | Phaeothamniophyceae Andersen & Bailey 1998 s.l. |
|  | |
|  | Xanthophyceae Allorge 1930 emend. Fritsch 1935 (algas verde-amareladas)                                                                                     |
|  | |

|  | Phaeothamniophyceae Andersen & Bailey 1998 s.l.                         |
|  |                                                                         |
|  | Xanthophyceae Allorge 1930 emend. Fritsch 1935 (algas verde-amareladas) |
|  |                                                                         |

|  | Synchromophyceae Horn & Wilhelm 2007                                                                       |
|  | |
|  | \| \| Leukarachnion Geitler 1942 \| \| \| \| \| \| Chrysophyceae Pascher 1914 (algas-douradas) \| \| \| \| |
|  | |
|  | Leukarachnion Geitler 1942                                                                                 |
|  | |
|  | Chrysophyceae Pascher 1914 (algas-douradas)                                                                |
|  | |

|  | Leukarachnion Geitler 1942                  |
|  |                                             |
|  | Chrysophyceae Pascher 1914 (algas-douradas) |
|  |                                             |

|  | Synchromophyceae Horn & Wilhelm 2007                                                                       |
|  | |
|  | \| \| Leukarachnion Geitler 1942 \| \| \| \| \| \| Chrysophyceae Pascher 1914 (algas-douradas) \| \| \| \| |
|  | |
|  | Leukarachnion Geitler 1942                                                                                 |
|  | |
|  | Chrysophyceae Pascher 1914 (algas-douradas)                                                                |
|  | |

|  | Leukarachnion Geitler 1942                  |
|  |                                             |
|  | Chrysophyceae Pascher 1914 (algas-douradas) |
|  |                                             |

|  | Chrysomerophyceae Cavalier-Smith 1995 |
|  | |
|  | \| \| Phaeothamniophyceae Andersen & Bailey 1998 s.l. \| \| \| \| \| \| Xanthophyceae Allorge 1930 emend. Fritsch 1935 (algas verde-amareladas) \| \| \| \| |
|  | |
|  | Phaeothamniophyceae Andersen & Bailey 1998 s.l. |
|  | |
|  | Xanthophyceae Allorge 1930 emend. Fritsch 1935 (algas verde-amareladas)                                                                                     |
|  | |

|  | Phaeothamniophyceae Andersen & Bailey 1998 s.l.                         |
|  |                                                                         |
|  | Xanthophyceae Allorge 1930 emend. Fritsch 1935 (algas verde-amareladas) |
|  |                                                                         |

|  | Chrysomerophyceae Cavalier-Smith 1995 |
|  | |
|  | \| \| Phaeothamniophyceae Andersen & Bailey 1998 s.l. \| \| \| \| \| \| Xanthophyceae Allorge 1930 emend. Fritsch 1935 (algas verde-amareladas) \| \| \| \| |
|  | |
|  | Phaeothamniophyceae Andersen & Bailey 1998 s.l. |
|  | |
|  | Xanthophyceae Allorge 1930 emend. Fritsch 1935 (algas verde-amareladas)                                                                                     |
|  | |

|  | Phaeothamniophyceae Andersen & Bailey 1998 s.l.                         |
|  |                                                                         |
|  | Xanthophyceae Allorge 1930 emend. Fritsch 1935 (algas verde-amareladas) |
|  |                                                                         |

|  | Chrysomerophyceae Cavalier-Smith 1995 |
|  | |
|  | \| \| Phaeothamniophyceae Andersen & Bailey 1998 s.l. \| \| \| \| \| \| Xanthophyceae Allorge 1930 emend. Fritsch 1935 (algas verde-amareladas) \| \| \| \| |
|  | |
|  | Phaeothamniophyceae Andersen & Bailey 1998 s.l. |
|  | |
|  | Xanthophyceae Allorge 1930 emend. Fritsch 1935 (algas verde-amareladas)                                                                                     |
|  | |

|  | Phaeothamniophyceae Andersen & Bailey 1998 s.l.                         |
|  |                                                                         |
|  | Xanthophyceae Allorge 1930 emend. Fritsch 1935 (algas verde-amareladas) |
|  |                                                                         |

|  | Chrysomerophyceae Cavalier-Smith 1995 |
|  | |
|  | \| \| Phaeothamniophyceae Andersen & Bailey 1998 s.l. \| \| \| \| \| \| Xanthophyceae Allorge 1930 emend. Fritsch 1935 (algas verde-amareladas) \| \| \| \| |
|  | |
|  | Phaeothamniophyceae Andersen & Bailey 1998 s.l. |
|  | |
|  | Xanthophyceae Allorge 1930 emend. Fritsch 1935 (algas verde-amareladas)                                                                                     |
|  | |

|  | Phaeothamniophyceae Andersen & Bailey 1998 s.l.                         |
|  |                                                                         |
|  | Xanthophyceae Allorge 1930 emend. Fritsch 1935 (algas verde-amareladas) |
|  |                                                                         |

|  | Pinguiophyceae Kawachi et al. 2002       |
|  |                                          |
|  | Eustigmatophyceae Hibberd & Leedale 1971 |
|  |                                          |

|  | Synchromophyceae Horn & Wilhelm 2007                                                                       |
|  | |
|  | \| \| Leukarachnion Geitler 1942 \| \| \| \| \| \| Chrysophyceae Pascher 1914 (algas-douradas) \| \| \| \| |
|  | |
|  | Leukarachnion Geitler 1942                                                                                 |
|  | |
|  | Chrysophyceae Pascher 1914 (algas-douradas)                                                                |
|  | |

|  | Leukarachnion Geitler 1942                  |
|  |                                             |
|  | Chrysophyceae Pascher 1914 (algas-douradas) |
|  |                                             |

|  | Synchromophyceae Horn & Wilhelm 2007                                                                       |
|  | |
|  | \| \| Leukarachnion Geitler 1942 \| \| \| \| \| \| Chrysophyceae Pascher 1914 (algas-douradas) \| \| \| \| |
|  | |
|  | Leukarachnion Geitler 1942                                                                                 |
|  | |
|  | Chrysophyceae Pascher 1914 (algas-douradas)                                                                |
|  | |

|  | Leukarachnion Geitler 1942                  |
|  |                                             |
|  | Chrysophyceae Pascher 1914 (algas-douradas) |
|  |                                             |

|  | Chrysomerophyceae Cavalier-Smith 1995 |
|  | |
|  | \| \| Phaeothamniophyceae Andersen & Bailey 1998 s.l. \| \| \| \| \| \| Xanthophyceae Allorge 1930 emend. Fritsch 1935 (algas verde-amareladas) \| \| \| \| |
|  | |
|  | Phaeothamniophyceae Andersen & Bailey 1998 s.l. |
|  | |
|  | Xanthophyceae Allorge 1930 emend. Fritsch 1935 (algas verde-amareladas)                                                                                     |
|  | |

|  | Phaeothamniophyceae Andersen & Bailey 1998 s.l.                         |
|  |                                                                         |
|  | Xanthophyceae Allorge 1930 emend. Fritsch 1935 (algas verde-amareladas) |
|  |                                                                         |

|  | Chrysomerophyceae Cavalier-Smith 1995 |
|  | |
|  | \| \| Phaeothamniophyceae Andersen & Bailey 1998 s.l. \| \| \| \| \| \| Xanthophyceae Allorge 1930 emend. Fritsch 1935 (algas verde-amareladas) \| \| \| \| |
|  | |
|  | Phaeothamniophyceae Andersen & Bailey 1998 s.l. |
|  | |
|  | Xanthophyceae Allorge 1930 emend. Fritsch 1935 (algas verde-amareladas)                                                                                     |
|  | |

|  | Phaeothamniophyceae Andersen & Bailey 1998 s.l.                         |
|  |                                                                         |
|  | Xanthophyceae Allorge 1930 emend. Fritsch 1935 (algas verde-amareladas) |
|  |                                                                         |

|  | Chrysomerophyceae Cavalier-Smith 1995 |
|  | |
|  | \| \| Phaeothamniophyceae Andersen & Bailey 1998 s.l. \| \| \| \| \| \| Xanthophyceae Allorge 1930 emend. Fritsch 1935 (algas verde-amareladas) \| \| \| \| |
|  | |
|  | Phaeothamniophyceae Andersen & Bailey 1998 s.l. |
|  | |
|  | Xanthophyceae Allorge 1930 emend. Fritsch 1935 (algas verde-amareladas)                                                                                     |
|  | |

|  | Phaeothamniophyceae Andersen & Bailey 1998 s.l.                         |
|  |                                                                         |
|  | Xanthophyceae Allorge 1930 emend. Fritsch 1935 (algas verde-amareladas) |
|  |                                                                         |

|  | Chrysomerophyceae Cavalier-Smith 1995 |
|  | |
|  | \| \| Phaeothamniophyceae Andersen & Bailey 1998 s.l. \| \| \| \| \| \| Xanthophyceae Allorge 1930 emend. Fritsch 1935 (algas verde-amareladas) \| \| \| \| |
|  | |
|  | Phaeothamniophyceae Andersen & Bailey 1998 s.l. |
|  | |
|  | Xanthophyceae Allorge 1930 emend. Fritsch 1935 (algas verde-amareladas)                                                                                     |
|  | |

|  | Phaeothamniophyceae Andersen & Bailey 1998 s.l.                         |
|  |                                                                         |
|  | Xanthophyceae Allorge 1930 emend. Fritsch 1935 (algas verde-amareladas) |
|  |                                                                         |

|  | Synchromophyceae Horn & Wilhelm 2007                                                                       |
|  | |
|  | \| \| Leukarachnion Geitler 1942 \| \| \| \| \| \| Chrysophyceae Pascher 1914 (algas-douradas) \| \| \| \| |
|  | |
|  | Leukarachnion Geitler 1942                                                                                 |
|  | |
|  | Chrysophyceae Pascher 1914 (algas-douradas)                                                                |
|  | |

|  | Leukarachnion Geitler 1942                  |
|  |                                             |
|  | Chrysophyceae Pascher 1914 (algas-douradas) |
|  |                                             |

|  | Synchromophyceae Horn & Wilhelm 2007                                                                       |
|  | |
|  | \| \| Leukarachnion Geitler 1942 \| \| \| \| \| \| Chrysophyceae Pascher 1914 (algas-douradas) \| \| \| \| |
|  | |
|  | Leukarachnion Geitler 1942                                                                                 |
|  | |
|  | Chrysophyceae Pascher 1914 (algas-douradas)                                                                |
|  | |

|  | Leukarachnion Geitler 1942                  |
|  |                                             |
|  | Chrysophyceae Pascher 1914 (algas-douradas) |
|  |                                             |

|  | Chrysomerophyceae Cavalier-Smith 1995 |
|  | |
|  | \| \| Phaeothamniophyceae Andersen & Bailey 1998 s.l. \| \| \| \| \| \| Xanthophyceae Allorge 1930 emend. Fritsch 1935 (algas verde-amareladas) \| \| \| \| |
|  | |
|  | Phaeothamniophyceae Andersen & Bailey 1998 s.l. |
|  | |
|  | Xanthophyceae Allorge 1930 emend. Fritsch 1935 (algas verde-amareladas)                                                                                     |
|  | |

|  | Phaeothamniophyceae Andersen & Bailey 1998 s.l.                         |
|  |                                                                         |
|  | Xanthophyceae Allorge 1930 emend. Fritsch 1935 (algas verde-amareladas) |
|  |                                                                         |

|  | Chrysomerophyceae Cavalier-Smith 1995 |
|  | |
|  | \| \| Phaeothamniophyceae Andersen & Bailey 1998 s.l. \| \| \| \| \| \| Xanthophyceae Allorge 1930 emend. Fritsch 1935 (algas verde-amareladas) \| \| \| \| |
|  | |
|  | Phaeothamniophyceae Andersen & Bailey 1998 s.l. |
|  | |
|  | Xanthophyceae Allorge 1930 emend. Fritsch 1935 (algas verde-amareladas)                                                                                     |
|  | |

|  | Phaeothamniophyceae Andersen & Bailey 1998 s.l.                         |
|  |                                                                         |
|  | Xanthophyceae Allorge 1930 emend. Fritsch 1935 (algas verde-amareladas) |
|  |                                                                         |

|  | Chrysomerophyceae Cavalier-Smith 1995 |
|  | |
|  | \| \| Phaeothamniophyceae Andersen & Bailey 1998 s.l. \| \| \| \| \| \| Xanthophyceae Allorge 1930 emend. Fritsch 1935 (algas verde-amareladas) \| \| \| \| |
|  | |
|  | Phaeothamniophyceae Andersen & Bailey 1998 s.l. |
|  | |
|  | Xanthophyceae Allorge 1930 emend. Fritsch 1935 (algas verde-amareladas)                                                                                     |
|  | |

|  | Phaeothamniophyceae Andersen & Bailey 1998 s.l.                         |
|  |                                                                         |
|  | Xanthophyceae Allorge 1930 emend. Fritsch 1935 (algas verde-amareladas) |
|  |                                                                         |

|  | Chrysomerophyceae Cavalier-Smith 1995 |
|  | |
|  | \| \| Phaeothamniophyceae Andersen & Bailey 1998 s.l. \| \| \| \| \| \| Xanthophyceae Allorge 1930 emend. Fritsch 1935 (algas verde-amareladas) \| \| \| \| |
|  | |
|  | Phaeothamniophyceae Andersen & Bailey 1998 s.l. |
|  | |
|  | Xanthophyceae Allorge 1930 emend. Fritsch 1935 (algas verde-amareladas)                                                                                     |
|  | |

|  | Phaeothamniophyceae Andersen & Bailey 1998 s.l.                         |
|  |                                                                         |
|  | Xanthophyceae Allorge 1930 emend. Fritsch 1935 (algas verde-amareladas) |
|  |                                                                         |

|  | Pinguiophyceae Kawachi et al. 2002       |
|  |                                          |
|  | Eustigmatophyceae Hibberd & Leedale 1971 |
|  |                                          |

|  | Synchromophyceae Horn & Wilhelm 2007                                                                       |
|  | |
|  | \| \| Leukarachnion Geitler 1942 \| \| \| \| \| \| Chrysophyceae Pascher 1914 (algas-douradas) \| \| \| \| |
|  | |
|  | Leukarachnion Geitler 1942                                                                                 |
|  | |
|  | Chrysophyceae Pascher 1914 (algas-douradas)                                                                |
|  | |

|  | Leukarachnion Geitler 1942                  |
|  |                                             |
|  | Chrysophyceae Pascher 1914 (algas-douradas) |
|  |                                             |

|  | Synchromophyceae Horn & Wilhelm 2007                                                                       |
|  | |
|  | \| \| Leukarachnion Geitler 1942 \| \| \| \| \| \| Chrysophyceae Pascher 1914 (algas-douradas) \| \| \| \| |
|  | |
|  | Leukarachnion Geitler 1942                                                                                 |
|  | |
|  | Chrysophyceae Pascher 1914 (algas-douradas)                                                                |
|  | |

|  | Leukarachnion Geitler 1942                  |
|  |                                             |
|  | Chrysophyceae Pascher 1914 (algas-douradas) |
|  |                                             |

|  | Chrysomerophyceae Cavalier-Smith 1995 |
|  | |
|  | \| \| Phaeothamniophyceae Andersen & Bailey 1998 s.l. \| \| \| \| \| \| Xanthophyceae Allorge 1930 emend. Fritsch 1935 (algas verde-amareladas) \| \| \| \| |
|  | |
|  | Phaeothamniophyceae Andersen & Bailey 1998 s.l. |
|  | |
|  | Xanthophyceae Allorge 1930 emend. Fritsch 1935 (algas verde-amareladas)                                                                                     |
|  | |

|  | Phaeothamniophyceae Andersen & Bailey 1998 s.l.                         |
|  |                                                                         |
|  | Xanthophyceae Allorge 1930 emend. Fritsch 1935 (algas verde-amareladas) |
|  |                                                                         |

|  | Chrysomerophyceae Cavalier-Smith 1995 |
|  | |
|  | \| \| Phaeothamniophyceae Andersen & Bailey 1998 s.l. \| \| \| \| \| \| Xanthophyceae Allorge 1930 emend. Fritsch 1935 (algas verde-amareladas) \| \| \| \| |
|  | |
|  | Phaeothamniophyceae Andersen & Bailey 1998 s.l. |
|  | |
|  | Xanthophyceae Allorge 1930 emend. Fritsch 1935 (algas verde-amareladas)                                                                                     |
|  | |

|  | Phaeothamniophyceae Andersen & Bailey 1998 s.l.                         |
|  |                                                                         |
|  | Xanthophyceae Allorge 1930 emend. Fritsch 1935 (algas verde-amareladas) |
|  |                                                                         |

|  | Chrysomerophyceae Cavalier-Smith 1995 |
|  | |
|  | \| \| Phaeothamniophyceae Andersen & Bailey 1998 s.l. \| \| \| \| \| \| Xanthophyceae Allorge 1930 emend. Fritsch 1935 (algas verde-amareladas) \| \| \| \| |
|  | |
|  | Phaeothamniophyceae Andersen & Bailey 1998 s.l. |
|  | |
|  | Xanthophyceae Allorge 1930 emend. Fritsch 1935 (algas verde-amareladas)                                                                                     |
|  | |

|  | Phaeothamniophyceae Andersen & Bailey 1998 s.l.                         |
|  |                                                                         |
|  | Xanthophyceae Allorge 1930 emend. Fritsch 1935 (algas verde-amareladas) |
|  |                                                                         |

|  | Chrysomerophyceae Cavalier-Smith 1995 |
|  | |
|  | \| \| Phaeothamniophyceae Andersen & Bailey 1998 s.l. \| \| \| \| \| \| Xanthophyceae Allorge 1930 emend. Fritsch 1935 (algas verde-amareladas) \| \| \| \| |
|  | |
|  | Phaeothamniophyceae Andersen & Bailey 1998 s.l. |
|  | |
|  | Xanthophyceae Allorge 1930 emend. Fritsch 1935 (algas verde-amareladas)                                                                                     |
|  | |

|  | Phaeothamniophyceae Andersen & Bailey 1998 s.l.                         |
|  |                                                                         |
|  | Xanthophyceae Allorge 1930 emend. Fritsch 1935 (algas verde-amareladas) |
|  |                                                                         |

|  | Synchromophyceae Horn & Wilhelm 2007                                                                       |
|  | |
|  | \| \| Leukarachnion Geitler 1942 \| \| \| \| \| \| Chrysophyceae Pascher 1914 (algas-douradas) \| \| \| \| |
|  | |
|  | Leukarachnion Geitler 1942                                                                                 |
|  | |
|  | Chrysophyceae Pascher 1914 (algas-douradas)                                                                |
|  | |

|  | Leukarachnion Geitler 1942                  |
|  |                                             |
|  | Chrysophyceae Pascher 1914 (algas-douradas) |
|  |                                             |

|  | Synchromophyceae Horn & Wilhelm 2007                                                                       |
|  | |
|  | \| \| Leukarachnion Geitler 1942 \| \| \| \| \| \| Chrysophyceae Pascher 1914 (algas-douradas) \| \| \| \| |
|  | |
|  | Leukarachnion Geitler 1942                                                                                 |
|  | |
|  | Chrysophyceae Pascher 1914 (algas-douradas)                                                                |
|  | |

|  | Leukarachnion Geitler 1942                  |
|  |                                             |
|  | Chrysophyceae Pascher 1914 (algas-douradas) |
|  |                                             |

|  | Chrysomerophyceae Cavalier-Smith 1995 |
|  | |
|  | \| \| Phaeothamniophyceae Andersen & Bailey 1998 s.l. \| \| \| \| \| \| Xanthophyceae Allorge 1930 emend. Fritsch 1935 (algas verde-amareladas) \| \| \| \| |
|  | |
|  | Phaeothamniophyceae Andersen & Bailey 1998 s.l. |
|  | |
|  | Xanthophyceae Allorge 1930 emend. Fritsch 1935 (algas verde-amareladas)                                                                                     |
|  | |

|  | Phaeothamniophyceae Andersen & Bailey 1998 s.l.                         |
|  |                                                                         |
|  | Xanthophyceae Allorge 1930 emend. Fritsch 1935 (algas verde-amareladas) |
|  |                                                                         |

|  | Chrysomerophyceae Cavalier-Smith 1995 |
|  | |
|  | \| \| Phaeothamniophyceae Andersen & Bailey 1998 s.l. \| \| \| \| \| \| Xanthophyceae Allorge 1930 emend. Fritsch 1935 (algas verde-amareladas) \| \| \| \| |
|  | |
|  | Phaeothamniophyceae Andersen & Bailey 1998 s.l. |
|  | |
|  | Xanthophyceae Allorge 1930 emend. Fritsch 1935 (algas verde-amareladas)                                                                                     |
|  | |

|  | Phaeothamniophyceae Andersen & Bailey 1998 s.l.                         |
|  |                                                                         |
|  | Xanthophyceae Allorge 1930 emend. Fritsch 1935 (algas verde-amareladas) |
|  |                                                                         |

|  | Chrysomerophyceae Cavalier-Smith 1995 |
|  | |
|  | \| \| Phaeothamniophyceae Andersen & Bailey 1998 s.l. \| \| \| \| \| \| Xanthophyceae Allorge 1930 emend. Fritsch 1935 (algas verde-amareladas) \| \| \| \| |
|  | |
|  | Phaeothamniophyceae Andersen & Bailey 1998 s.l. |
|  | |
|  | Xanthophyceae Allorge 1930 emend. Fritsch 1935 (algas verde-amareladas)                                                                                     |
|  | |

|  | Phaeothamniophyceae Andersen & Bailey 1998 s.l.                         |
|  |                                                                         |
|  | Xanthophyceae Allorge 1930 emend. Fritsch 1935 (algas verde-amareladas) |
|  |                                                                         |

|  | Chrysomerophyceae Cavalier-Smith 1995 |
|  | |
|  | \| \| Phaeothamniophyceae Andersen & Bailey 1998 s.l. \| \| \| \| \| \| Xanthophyceae Allorge 1930 emend. Fritsch 1935 (algas verde-amareladas) \| \| \| \| |
|  | |
|  | Phaeothamniophyceae Andersen & Bailey 1998 s.l. |
|  | |
|  | Xanthophyceae Allorge 1930 emend. Fritsch 1935 (algas verde-amareladas)                                                                                     |
|  | |

|  | Phaeothamniophyceae Andersen & Bailey 1998 s.l.                         |
|  |                                                                         |
|  | Xanthophyceae Allorge 1930 emend. Fritsch 1935 (algas verde-amareladas) |
|  |                                                                         |

|  | Pinguiophyceae Kawachi et al. 2002       |
|  |                                          |
|  | Eustigmatophyceae Hibberd & Leedale 1971 |
|  |                                          |

|  | Synchromophyceae Horn & Wilhelm 2007                                                                       |
|  | |
|  | \| \| Leukarachnion Geitler 1942 \| \| \| \| \| \| Chrysophyceae Pascher 1914 (algas-douradas) \| \| \| \| |
|  | |
|  | Leukarachnion Geitler 1942                                                                                 |
|  | |
|  | Chrysophyceae Pascher 1914 (algas-douradas)                                                                |
|  | |

|  | Leukarachnion Geitler 1942                  |
|  |                                             |
|  | Chrysophyceae Pascher 1914 (algas-douradas) |
|  |                                             |

|  | Synchromophyceae Horn & Wilhelm 2007                                                                       |
|  | |
|  | \| \| Leukarachnion Geitler 1942 \| \| \| \| \| \| Chrysophyceae Pascher 1914 (algas-douradas) \| \| \| \| |
|  | |
|  | Leukarachnion Geitler 1942                                                                                 |
|  | |
|  | Chrysophyceae Pascher 1914 (algas-douradas)                                                                |
|  | |

|  | Leukarachnion Geitler 1942                  |
|  |                                             |
|  | Chrysophyceae Pascher 1914 (algas-douradas) |
|  |                                             |

|  | Chrysomerophyceae Cavalier-Smith 1995 |
|  | |
|  | \| \| Phaeothamniophyceae Andersen & Bailey 1998 s.l. \| \| \| \| \| \| Xanthophyceae Allorge 1930 emend. Fritsch 1935 (algas verde-amareladas) \| \| \| \| |
|  | |
|  | Phaeothamniophyceae Andersen & Bailey 1998 s.l. |
|  | |
|  | Xanthophyceae Allorge 1930 emend. Fritsch 1935 (algas verde-amareladas)                                                                                     |
|  | |

|  | Phaeothamniophyceae Andersen & Bailey 1998 s.l.                         |
|  |                                                                         |
|  | Xanthophyceae Allorge 1930 emend. Fritsch 1935 (algas verde-amareladas) |
|  |                                                                         |

|  | Chrysomerophyceae Cavalier-Smith 1995 |
|  | |
|  | \| \| Phaeothamniophyceae Andersen & Bailey 1998 s.l. \| \| \| \| \| \| Xanthophyceae Allorge 1930 emend. Fritsch 1935 (algas verde-amareladas) \| \| \| \| |
|  | |
|  | Phaeothamniophyceae Andersen & Bailey 1998 s.l. |
|  | |
|  | Xanthophyceae Allorge 1930 emend. Fritsch 1935 (algas verde-amareladas)                                                                                     |
|  | |

|  | Phaeothamniophyceae Andersen & Bailey 1998 s.l.                         |
|  |                                                                         |
|  | Xanthophyceae Allorge 1930 emend. Fritsch 1935 (algas verde-amareladas) |
|  |                                                                         |

|  | Chrysomerophyceae Cavalier-Smith 1995 |
|  | |
|  | \| \| Phaeothamniophyceae Andersen & Bailey 1998 s.l. \| \| \| \| \| \| Xanthophyceae Allorge 1930 emend. Fritsch 1935 (algas verde-amareladas) \| \| \| \| |
|  | |
|  | Phaeothamniophyceae Andersen & Bailey 1998 s.l. |
|  | |
|  | Xanthophyceae Allorge 1930 emend. Fritsch 1935 (algas verde-amareladas)                                                                                     |
|  | |

|  | Phaeothamniophyceae Andersen & Bailey 1998 s.l.                         |
|  |                                                                         |
|  | Xanthophyceae Allorge 1930 emend. Fritsch 1935 (algas verde-amareladas) |
|  |                                                                         |

|  | Chrysomerophyceae Cavalier-Smith 1995 |
|  | |
|  | \| \| Phaeothamniophyceae Andersen & Bailey 1998 s.l. \| \| \| \| \| \| Xanthophyceae Allorge 1930 emend. Fritsch 1935 (algas verde-amareladas) \| \| \| \| |
|  | |
|  | Phaeothamniophyceae Andersen & Bailey 1998 s.l. |
|  | |
|  | Xanthophyceae Allorge 1930 emend. Fritsch 1935 (algas verde-amareladas)                                                                                     |
|  | |

|  | Phaeothamniophyceae Andersen & Bailey 1998 s.l.                         |
|  |                                                                         |
|  | Xanthophyceae Allorge 1930 emend. Fritsch 1935 (algas verde-amareladas) |
|  |                                                                         |

|  | Synchromophyceae Horn & Wilhelm 2007                                                                       |
|  | |
|  | \| \| Leukarachnion Geitler 1942 \| \| \| \| \| \| Chrysophyceae Pascher 1914 (algas-douradas) \| \| \| \| |
|  | |
|  | Leukarachnion Geitler 1942                                                                                 |
|  | |
|  | Chrysophyceae Pascher 1914 (algas-douradas)                                                                |
|  | |

|  | Leukarachnion Geitler 1942                  |
|  |                                             |
|  | Chrysophyceae Pascher 1914 (algas-douradas) |
|  |                                             |

|  | Synchromophyceae Horn & Wilhelm 2007                                                                       |
|  | |
|  | \| \| Leukarachnion Geitler 1942 \| \| \| \| \| \| Chrysophyceae Pascher 1914 (algas-douradas) \| \| \| \| |
|  | |
|  | Leukarachnion Geitler 1942                                                                                 |
|  | |
|  | Chrysophyceae Pascher 1914 (algas-douradas)                                                                |
|  | |

|  | Leukarachnion Geitler 1942                  |
|  |                                             |
|  | Chrysophyceae Pascher 1914 (algas-douradas) |
|  |                                             |

|  | Chrysomerophyceae Cavalier-Smith 1995 |
|  | |
|  | \| \| Phaeothamniophyceae Andersen & Bailey 1998 s.l. \| \| \| \| \| \| Xanthophyceae Allorge 1930 emend. Fritsch 1935 (algas verde-amareladas) \| \| \| \| |
|  | |
|  | Phaeothamniophyceae Andersen & Bailey 1998 s.l. |
|  | |
|  | Xanthophyceae Allorge 1930 emend. Fritsch 1935 (algas verde-amareladas)                                                                                     |
|  | |

|  | Phaeothamniophyceae Andersen & Bailey 1998 s.l.                         |
|  |                                                                         |
|  | Xanthophyceae Allorge 1930 emend. Fritsch 1935 (algas verde-amareladas) |
|  |                                                                         |

|  | Chrysomerophyceae Cavalier-Smith 1995 |
|  | |
|  | \| \| Phaeothamniophyceae Andersen & Bailey 1998 s.l. \| \| \| \| \| \| Xanthophyceae Allorge 1930 emend. Fritsch 1935 (algas verde-amareladas) \| \| \| \| |
|  | |
|  | Phaeothamniophyceae Andersen & Bailey 1998 s.l. |
|  | |
|  | Xanthophyceae Allorge 1930 emend. Fritsch 1935 (algas verde-amareladas)                                                                                     |
|  | |

|  | Phaeothamniophyceae Andersen & Bailey 1998 s.l.                         |
|  |                                                                         |
|  | Xanthophyceae Allorge 1930 emend. Fritsch 1935 (algas verde-amareladas) |
|  |                                                                         |

|  | Chrysomerophyceae Cavalier-Smith 1995 |
|  | |
|  | \| \| Phaeothamniophyceae Andersen & Bailey 1998 s.l. \| \| \| \| \| \| Xanthophyceae Allorge 1930 emend. Fritsch 1935 (algas verde-amareladas) \| \| \| \| |
|  | |
|  | Phaeothamniophyceae Andersen & Bailey 1998 s.l. |
|  | |
|  | Xanthophyceae Allorge 1930 emend. Fritsch 1935 (algas verde-amareladas)                                                                                     |
|  | |

|  | Phaeothamniophyceae Andersen & Bailey 1998 s.l.                         |
|  |                                                                         |
|  | Xanthophyceae Allorge 1930 emend. Fritsch 1935 (algas verde-amareladas) |
|  |                                                                         |

|  | Chrysomerophyceae Cavalier-Smith 1995 |
|  | |
|  | \| \| Phaeothamniophyceae Andersen & Bailey 1998 s.l. \| \| \| \| \| \| Xanthophyceae Allorge 1930 emend. Fritsch 1935 (algas verde-amareladas) \| \| \| \| |
|  | |
|  | Phaeothamniophyceae Andersen & Bailey 1998 s.l. |
|  | |
|  | Xanthophyceae Allorge 1930 emend. Fritsch 1935 (algas verde-amareladas)                                                                                     |
|  | |

|  | Phaeothamniophyceae Andersen & Bailey 1998 s.l.                         |
|  |                                                                         |
|  | Xanthophyceae Allorge 1930 emend. Fritsch 1935 (algas verde-amareladas) |
|  |                                                                         |

## Galeria
Estruturas de Vaucheria:

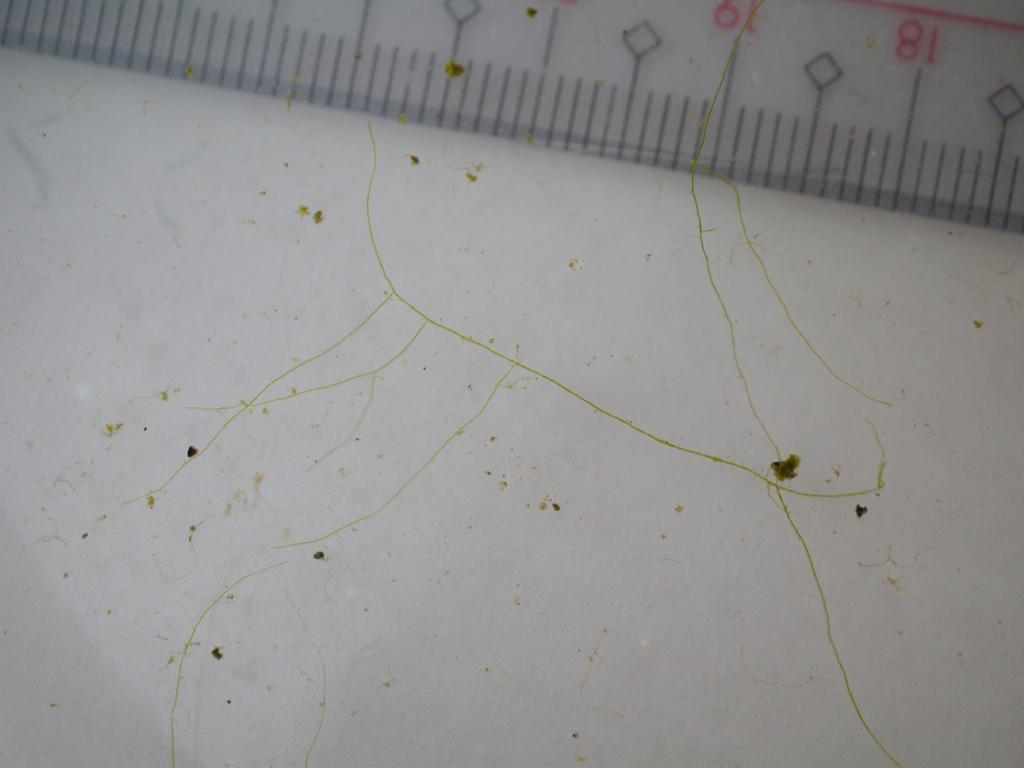
Talo.
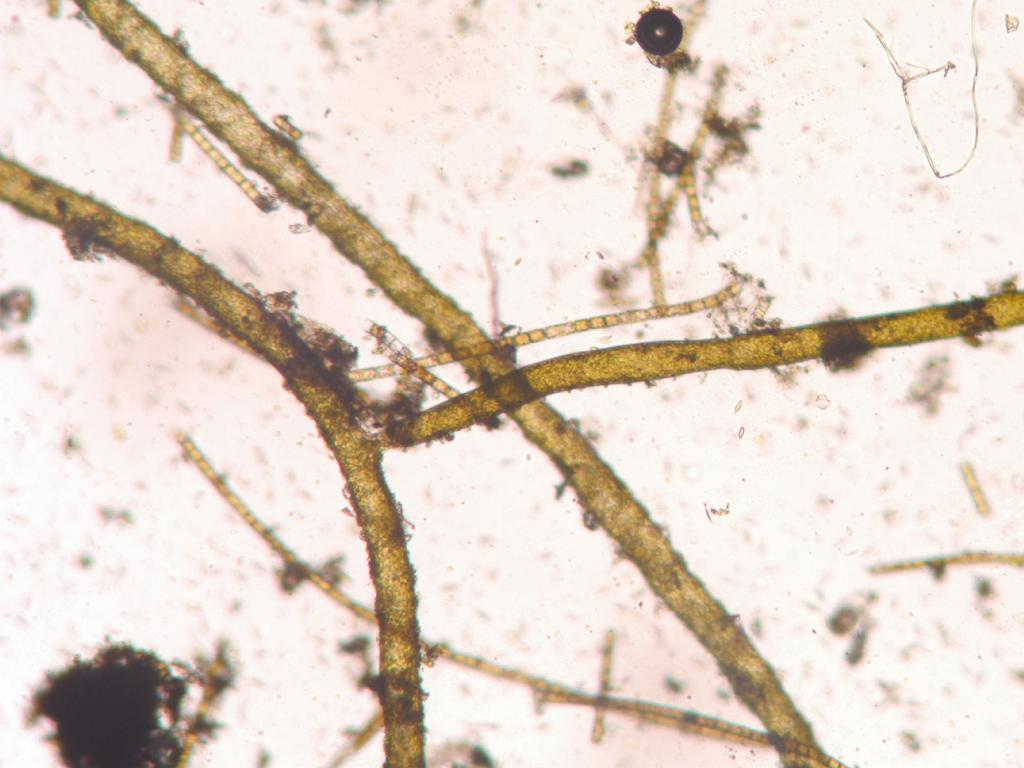
Ramificação.
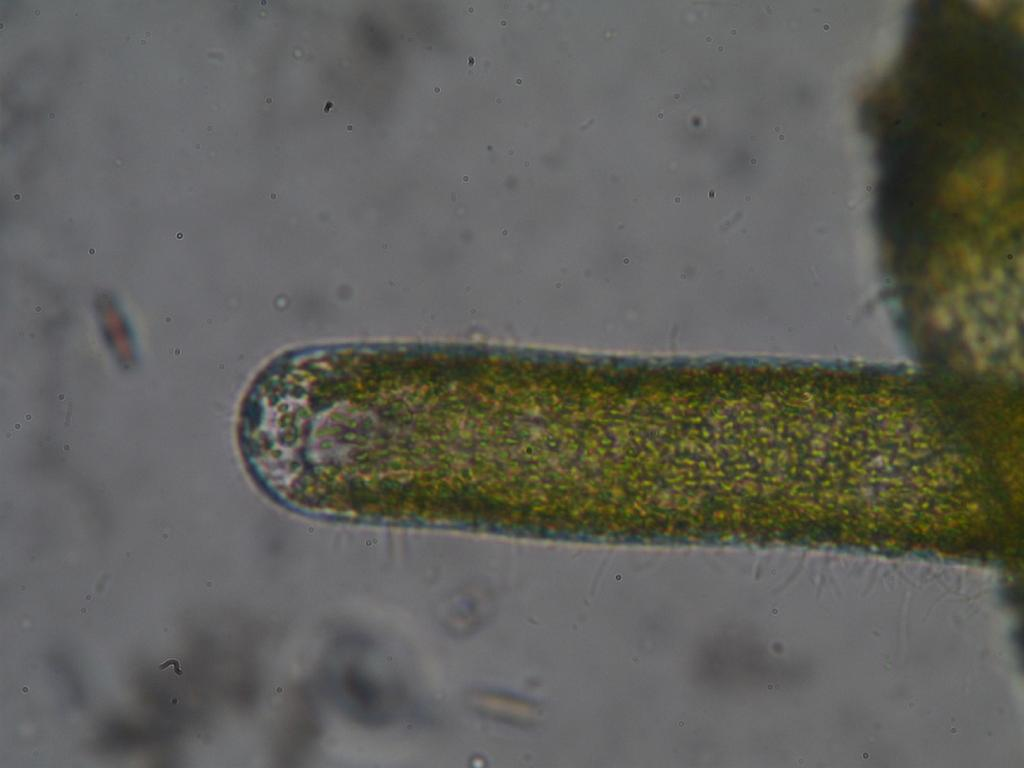
Extremo de um talo.
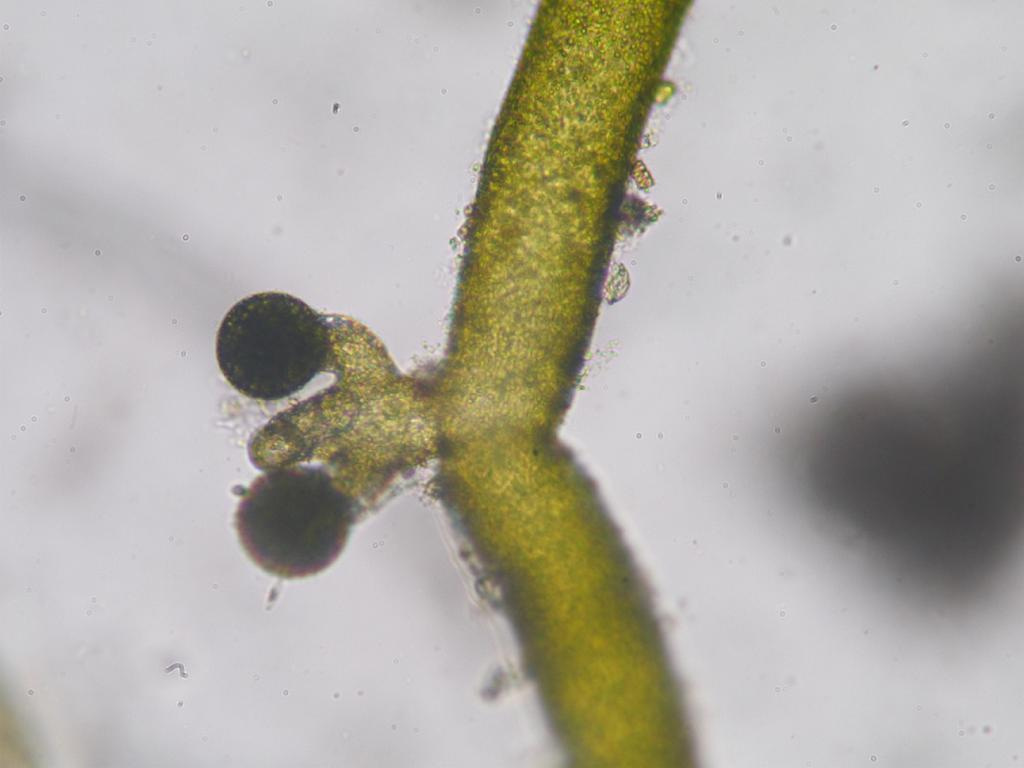
Órgão reprodutivo.
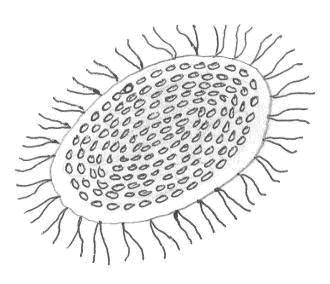
Zoósporo.